# Мьюр, Росс
Росс Муир (англ. Ross Muir; род. 6 октября 1995) — шотландский профессиональный игрок (с 2013 года) в снукер. Один из немногих снукеристов, который носит перчатку на опорной руке.

## Биография и карьера
Родился 6 октября 1995 года в Эдинбурге.
В детстве играл в футбол, был вратарём детской команды «Селтик», но травма запястья вынудила его уйти из футбола. В настоящее время увлекается теннисом.
Карьеру снукериста начал с успешных юниорских выступлений, выиграв несколько титулов, включая Pot Black Cup в 2009 году. В 2013 году выиграл любительский чемпионат Шотландии (англ. Scottish Amateur Championship). Профессионалом стал в сезоне 2013/2014 годов, победив Дэвида Морриса в финале Q School.
Часто играет в Китае, где берёт уроки северокитайского языка, поэтому способен разговаривать с местными жителями.